# کاکایی کبود

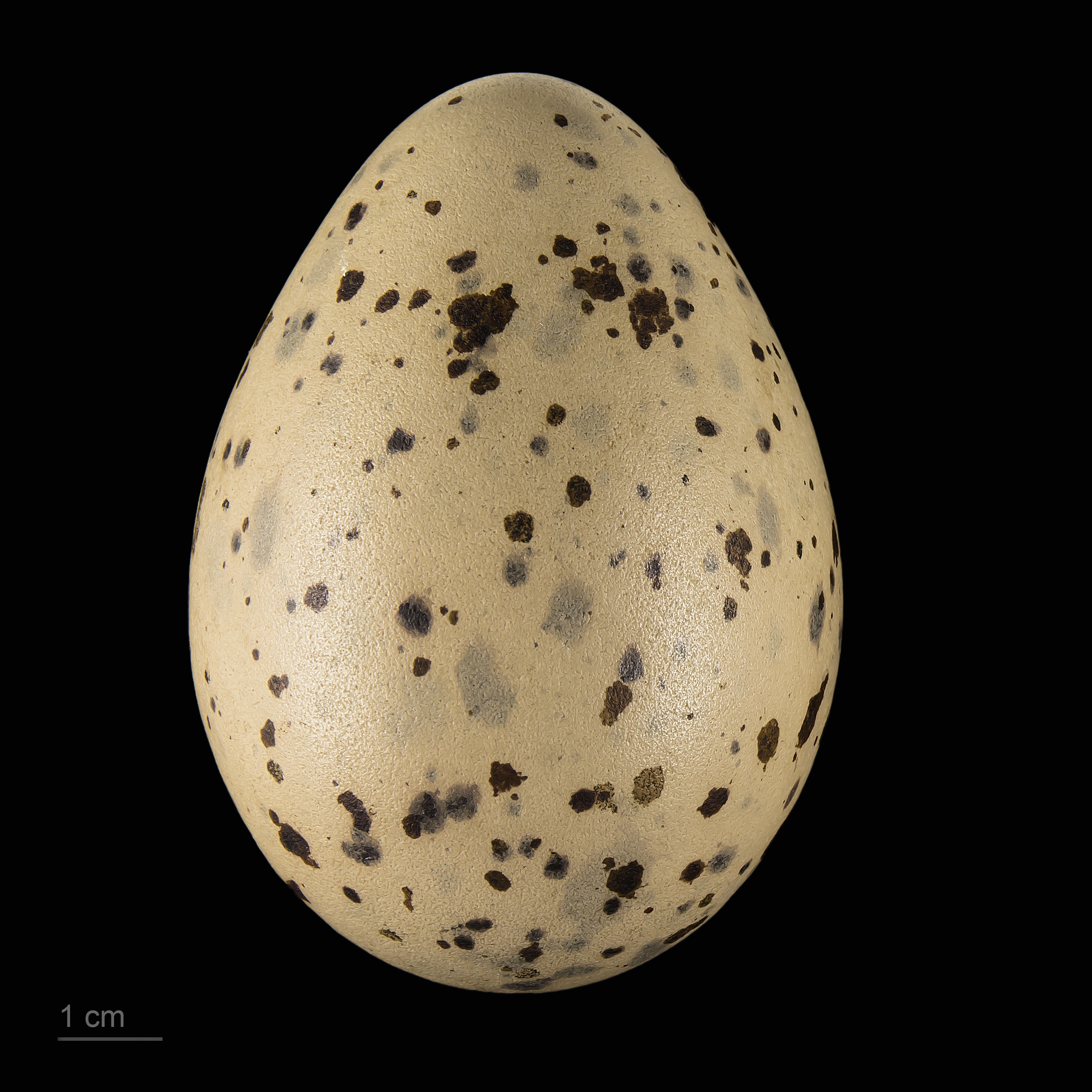
Larus hyperboreus

کاکایی کبود (نام علمی: Larus hyperboreus) نام یک گونه از سرده کاکایی است.